# Lista de prêmios e indicações recebidos por Eliana (apresentadora)
Este anexo lista os prêmios recebidos pela apresentadora e também cantora Eliana. De origem humilde ela começou sua carreira como modelo e foi integrante de grupos musicais como Banana Split e A Patotinha. A convite de Silvio Santos, tornou-se apresentadora. Na televisão estreou no Programa Festolândia, e depois de então comandou diversos programas infantis.
Depois do SBT, em 1998 foi contratada pela Rede Record na qual ela continuou comandando diversos programas infantis até 2004. Em 2005 se despede do público infantil e passa a apresentar o Tudo é possível, programa de entretenimento, destinado a adultos. Através desse, ela se tornou a primeira mulher a apresentar um programa dominical e a entrar numa guerra de audiência aos domingos, que foi sempre dominada pelos homens. Além disso foi o último trabalho da loira na Record, pois em 2009 ela estava retornando para sua   antiga   casa, o  SBT. Em 30 de Agosto do mesmo ano a apresentadora volta ao SBT sob o comando de seu mais novo programa o Programa Eliana. Em julho de 2011 a apresentadora entra de licença maternidade pois estava grávida de seu primeiro filho, fruto de seu relacionamento com o cantor João Marcelo Bôscoli. A partir daí, diferentes   artistas foram convidados para apresentar o programa. O seu Primeiro Filho chamado Arthur, nasceu no dia 10 de  Agosto .No dia 9 de outubro, ela volta a apresentar seu programa. O Programa Eliana segue entre as maiores audiências da emissora de Anhanguera sendo vice-líder de audiência e o de maior ibope, sendo superado apenas pelo Programa Silvio Santos. Porém em 2013 o programa já tem ficado a frente algumas vezes de Silvio Santos .

## Troféu Imprensa
É o maior e mais antigo prêmio anual dedicado a premiar os maiores destaques da televisão brasileira e música. Eliana venceu como Melhor Programa Infantil em 2001 com Eliana e Alegria e em 2011 e 2012 ganhou como Melhor Apresentadora ou Animadora de Televisão. Em 2013 o Programa Eliana é eleito o melhor programa de auditório .
| Ano  | Categoria                                      | Nomeação                 | Resultado |
| ---- | ---------------------------------------------- | ------------------------ | --------- |
| 2001 | Melhor Apresentadora ou Animadora de Televisão | Eliana                   | Indicado  |
| 2002 | Melhor Apresentadora ou Animadora de Televisão | Eliana                   | Indicado  |
| 2003 | Melhor Apresentadora ou Animadora de Televisão | Eliana                   | Indicado  |
| 2004 | Melhor Programa de Auditório                   | Eliana na Fábrica Maluca | Indicado  |
| 2008 | Melhor Apresentadora ou Animadora              | Eliana                   | Indicado  |
| 2009 | Melhor Apresentadora ou Animadora              | Eliana                   | Indicado  |
| 2010 | Melhor Apresentadora ou Animadora              | Eliana                   | Indicado  |
| 2011 | Melhor Apresentadora ou Animadora              | Eliana                   | Venceu    |
| 2012 | Melhor Apresentadora ou Animadora              | Eliana                   | Venceu    |
| 2013 | Melhor Programa de Auditório                   | Programa Eliana          | Venceu    |
| 2014 | Melhor Programa de Auditório                   | Programa Eliana          | Venceu    |
| 2015 | Melhor Programa de Auditório                   | Programa Eliana          | Indicado  |
| 2015 | Melhor Apresentadora ou Animadora              | Eliana                   | Venceu    |
| 2016 | Melhor Programa de Auditório                   | Programa Eliana          | Indicado  |
| 2016 | Melhor Apresentadora ou Animadora              | Eliana                   | Indicado  |
| 2017 | Melhor Programa de Auditório                   | Programa Eliana          | Indicado  |
| 2017 | Melhor Apresentadora ou Animadora              | Eliana                   | Indicado  |
| 2018 | Melhor Programa de Auditório                   | Programa Eliana          | Indicado  |
| 2018 | Melhor Apresentadora ou Animadora              | Eliana                   | Indicado  |
| 2019 | Melhor Programa de Auditório                   | Programa Eliana          | Indicado  |
| 2019 | Melhor Apresentadora ou Animadora              | Eliana                   | Venceu    |

## Troféu Internet
Troféu Internet é um prêmio anual que destaca os melhores da televisão e música brasileira. Eliana ganhou 6 vezes consecutivas como melhor apresentadora: 2009 , 2010 , 2011, 2012, 2013 e 2014. E ganhou ainda com Melhor Programa de Auditório no Troféu Internet do ano de 2014.
| Ano                                            | Categoria                                      | Nomeação        | Resultado |
| ---------------------------------------------- | ---------------------------------------------- | --------------- | --------- |
| 2009                                           | Melhor Apresentadora ou Animadora de Televisão | Eliana          | Venceu    |
| 2010                                           | Melhor Apresentadora ou Animadora de Televisão | Eliana          | Venceu    |
| 2011                                           | Melhor Apresentadora ou Animadora de Televisão | Eliana          | Venceu    |
| 2012                                           | Melhor Apresentadora ou Animadora de Televisão | Eliana          | Venceu    |
| 2013                                           | Melhor Apresentadora ou Animadora de Televisão | Eliana          | Venceu    |
| 2014                                           | Melhor Apresentadora ou Animadora de Televisão | Eliana          | Venceu    |
| 2014                                           | Melhor Programa de Auditório                   | Programa Eliana | Venceu    |
| 2015                                           | Melhor Programa de Auditório                   | Programa Eliana | Venceu    |
| Melhor Apresentadora ou Animadora de Televisão | Eliana                                         | Venceu          |           |
| Melhor Apresentadora ou Animadora de Televisão | Eliana                                         | Venceu          | 2016      |
| Melhor Apresentadora ou Animadora de Televisão | Eliana                                         | Venceu          | 2017      |
| Melhor Apresentadora ou Animadora de Televisão | Eliana                                         | Venceu          | 2018      |
| Melhor Programa de Auditório                   | Programa Eliana                                | Venceu          |           |
| Melhor Programa de Auditório                   | Programa Eliana                                | 2019            | Indicado  |
| Melhor Apresentadora ou Animadora de Televisão | Eliana                                         | 2019            | Venceu    |

## Grammy Latino
É uma premiação de música latina, criada em 2000 pela Academia Latina de Artes e Ciências Discográficas (ALACD) dos Estados Unidos para as melhores produções da indústria fonográfica latino-americana de determinado ano. Em 2000 o
Álbum "Primavera" da Eliana concorreu como Melhor Álbum Infantil.
| Ano  | Categoria             | Nomeação    | Resultado |
| ---- | --------------------- | ----------- | --------- |
| 2000 | Melhor Álbum Infantil | "Primavera" | Indicado  |

## Prêmio Tim de Música Brasileira
É um prêmio de excelência na música popular brasileira. Em 2003 Eliana recebeu três indicações ao Prêmio Tim de Música Brasileira, atualmente Prêmio da Música Brasileira, pelo seu álbum: "Eliana é Dez".
| Ano  | Categoria                        | Nomeação      | Resultado |
| ---- | -------------------------------- | ------------- | --------- |
| 2003 | Melhor Álbum Infantil            | Eliana é Dez" | Indicado  |
| 2003 | Melhor Álbum                     | Eliana é Dez" | Indicado  |
| 2003 | Melhor Música[carece de fontes?] | "Pula Corda"  | Indicado  |

## Prêmio Quem de Televisão
Quem é uma revista publicada no Brasil pela Editora Globo, uma revista enfocando assuntos sobre as celebridades em evidência do cenário nacional e mesmo internacional.
| Ano  | Categoria           | Nomeação | Resultado |
| ---- | ------------------- | -------- | --------- |
| 2014 | Melhor Apresentador | Eliana   | Indicado  |

## Prêmio Área VIP
| Ano  | Categoria            | Nomeação | Resultado |
| ---- | -------------------- | -------- | --------- |
| 2018 | Melhor Apresentadora | Eliana   | Venceu    |